# Nhật kí của Turner
Nhật kí của Turner là một tiểu thuyết được viết vào năm 1978 của William Luther Pierce, được ông xuất bản dưới bút danh là Andrew Macdonald. Nó mô tả một cuộc cách mạng bạo lực ở Hoa Kỳ dẫn đến việc lật đổ chính phủ liên bang, chiến tranh hạt nhân và cuối cùng, một cuộc chiến chủng tộc dẫn đến sự tiêu diệt có hệ thống của những chủng tộc không phải là người da trắng. Tất cả các nhóm nhân vật chống lại nhân vật chính của cuốn tiểu thuyết là Earl Turner - bao gồm người Do Thái, người không phải da trắng, "các diễn viên đấu tranh vì tự do" và các chính trị gia - đều bị tiêu diệt.
Nhật kí của Turner được The New York Times mô tả là một tác phẩm "phân biệt chủng tộc và bài Do Thái một cách rất rõ ràng" và đã bị FBI xem là "kinh thánh của những người theo chủ nghĩa cực hữu". Nhật kí của Turner có ảnh hưởng lớn trong việc hình thành chủ nghĩa dân tộc da trắng và sự phát triển sau này của thuyết âm mưu diệt chủng người da trắng. Nó cũng là nguồn cảm hứng cho nhiều tội ác hận thù và các hành động khủng bố sau này, bao gồm cả vụ ám sát Alan Berg năm 1984, vụ đánh bom Thành phố Oklahoma năm 1995 và các vụ đánh bom đinh ở London năm 1999.